# Comunitat d'aglomeració Melun Val de Seine
La Comunitat d'aglomeració Melun Val de Seine (oficialment: Communauté d'agglomération Melun Val de Seine) és una Comunitat d'aglomeració del departament de Sena i Marne, a la regió de l'Illa de França.
Creada al 1972, està formada per 20 municipis i la seu es troba a Dammarie-lès-Lys.

## Municipis
1. Boissettes
2. Boissise-la-Bertrand
3. Boissise-le-Roi
4. Dammarie-lès-Lys
5. Limoges-Fourches
6. Lissy
7. Livry-sur-Seine
8. Maincy
9. Le Mée-sur-Seine
10. Melun
11. Montereau-sur-le-Jard
12. Pringy
13. La Rochette
14. Rubelles
15. Saint-Germain-Laxis
16. Saint-Fargeau-Ponthierry
17. Seine-Port
18. Vaux-le-Pénil
19. Villiers-en-Bière
20. Voisenon